# Born Again (canção de Lisa)
"Born Again" é uma canção da rapper e cantora tailandesa Lisa com participação da rapper e cantora americana Doja Cat e da cantora e compositora britânica Raye. Foi lançada pela Lloud e RCA Records em 6 de fevereiro de 2025, como o quarto single do álbum de estúdio de estreia de Lisa, Alter Ego (2025).

## Antecedentes e lançamento
Após sair de sua gravadora YG Entertainment para atividades solo, Lisa fundou sua própria empresa de gerenciamento artístico chamada Lloud em fevereiro de 2024 e assinou contrato com a RCA Records para lançar músicas solo em parceria com a Lloud em abril.
Ela lançou "Rockstar", "New Woman" e "Moonlit Floor (Kiss Me)" como os três primeiros singles de seu próximo álbum de estreia Alter Ego através da Lloud e RCA Records entre junho e outubro de 2024.
Em uma entrevista de outubro à Audacy, Lisa expressou que trabalhar com Doja Cat era seu "próximo objetivo".
Em janeiro de 2025, ela deu a entender em um episódio do NRJ que seu próximo single seria uma colaboração com um artista com quem já havia expressado desejo de trabalhar.
Em 24 de janeiro, Lisa, Doja Cat e Raye compartilharam uma foto posando juntas com vestidos de coquetel pretos no Instagram e anunciaram sua colaboração no single intitulado "Born Again", com lançamento previsto para 6 de fevereiro às 19h (ET).
Lisa postou vários vídeos no TikTok com um trecho do refrão da música, incluindo um vídeo onde ela posa ao lado de um outdoor promovendo Alter Ego.
Em 3 de fevereiro, ela revelou a capa oficial do single, que mostra as três artistas em vestidos pretos dentro de uma moldura no centro da página, com Doja olhando para baixo e Lisa e Raye encarando a câmera.
A música foi apresentada antes do lançamento em um trailer da terceira temporada da série da HBO The White Lotus, estrelando Lisa.

## Composição e letras
Com quase quatro minutos de duração, "Born Again" conta com produção de Andrew Wells e da própria Raye. Uma versão demo da canção gravada por Raye vazou anteriormente, quando ela deixou sua antiga gravadora, Polydor Records, em 2021. A faixa foi descrita como uma canção "dinâmica e enérgica de pop com influências de disco", que incorpora elementos de eletropop. Lisa e Raye alternam nos vocais do primeiro verso e do refrão, seguidos por um verso interpretado por Doja Cat.
Liricamente, "Born Again" é uma canção de empoderamento pós-término, na qual as três artistas detalham o que seus ex-parceiros perderam ao desistirem da relação. Elas provocam seus antigos amores, exibindo sua evolução e superação após o rompimento. No primeiro verso, Lisa canta sobre o fim do relacionamento: "I just broke up with my man like mm-hmm (A very, very silly, silly man) / One ex in the passenger seat 'cause I'm done" ("Terminei com meu homem tipo mm-hmm (Um homem muito, muito tolo) / Um ex no banco do passageiro porque estou farta"). A faixa utiliza temas religiosos para descrever a clareza e a força que surgem após um término amoroso. No refrão, elas ironizam seus ex-namorados por terem perdido uma experiência divina: "If you tried just a little more times / I would've made you a believer / Would’ve showed you what it's like / Every single night / To be born again, baby, to be born again" ("Se tentasse só mais uma vez / Eu teria feito de você um crente / Teria mostrado como é / Toda noite / Renascer, querido, renascer").
Doja Cat continua a provocação em seu verso meio cantado, meio falado, declarando: "I hope you learned somethin' from a lil' fiasco / You played the game, smart lettin' lil' me pass go'' ("Espero que tenha aprendido algo com esse fiasco / Você jogou o jogo, espertinho, me deixando passar na frente"). Enquanto Lisa usa a metáfora de uma fuga rápida de um relacionamento fracassado, Doja Cat e Raye fazem referências religiosas em suas letras. Doja Cat menciona a maçã no Jardim do Éden nos versos: "Non-believer / You've bittem from the fruit, but you can't give back / Nice to leave ya / But I would be fool of me not to ask / Do your words seem like gospel to ya now?" ("Descrente / Você provou do fruto, mas não pode retribuir / Bom te deixar / Mas seria tolice minha não perguntar / Suas palavras parecem evangelho para você agora?" No interlúdio, Raye menciona oração ao afirmar: "I'm only gonna make you need religion at the minimum" ("No mínimo, eu faria você precisar de religião"), concluindo que precisou encerrar o relacionamento para "salvar minha alma" (to save my soul).

## Videoclipe
O videoclipe de "Born Again" foi lançado simultaneamente com o single no canal de Lloud no YouTube. Dirigido por Bardia Zeinali, o vídeo é dividido em quatro partes. No Instagram, Lisa declarou: "Este vídeo é um tributo às mulheres poderosas ao longo da história e a todos vocês." A produção começa com a imagem de um relógio antigo girando ao contrário, seguida pela exibição de um texto definindo o título da canção como "a transformação em uma Nova Mulher ("New Woman"), que abraça sua liberdade para se tornar quem deseja ser."
Lisa, Doja e Raye são então apresentadas sentadas em um luxuoso sofá dourado, em uma sala preto-e-branca, vestindo elegantes roupas pretas. Elas interpretam os versos enquanto descansam na sala de um elegante mansão. Inicialmente vestindo vestidos de luto pretos, o trio abandona suas antigas versões e ressurge usando vestidos brancos etéreos, adornados com peças de armadura prateada.

## Equipe e colaboradores
Créditos adaptados de Melon e Apple Music.
- Lisa – vocais
- Raye – vocais, letras, composição, produção
- Doja Cat – vocais, letras, composição
- Andrew Wells – letras, composição, produção
- Anthony Rossomando – letras, composição
- Victor Le Masne – cordas
- Serban Ghenea – mixagem
- Randy Merrill – masterização
- Bryce Bordone – assistência de mixagem
- Jelli Dorman – vocal engenharia
- Kuk Harrell – produção vocal

## Histórico de lançamento
| Região   | Data                   | Formato                    | Gravadora        | Ref.   |
| -------- | ---------------------- | -------------------------- | ---------------- | ------ |
| Diversas | 6 de fevereiro de 2025 | Download digital streaming | Lloud RCA        | [ 17 ] |
| Itália   | 7 de fevereiro de 2025 | Execução nas rádios        | Sony Music Italy | [ 18 ] |